# KMP Holding

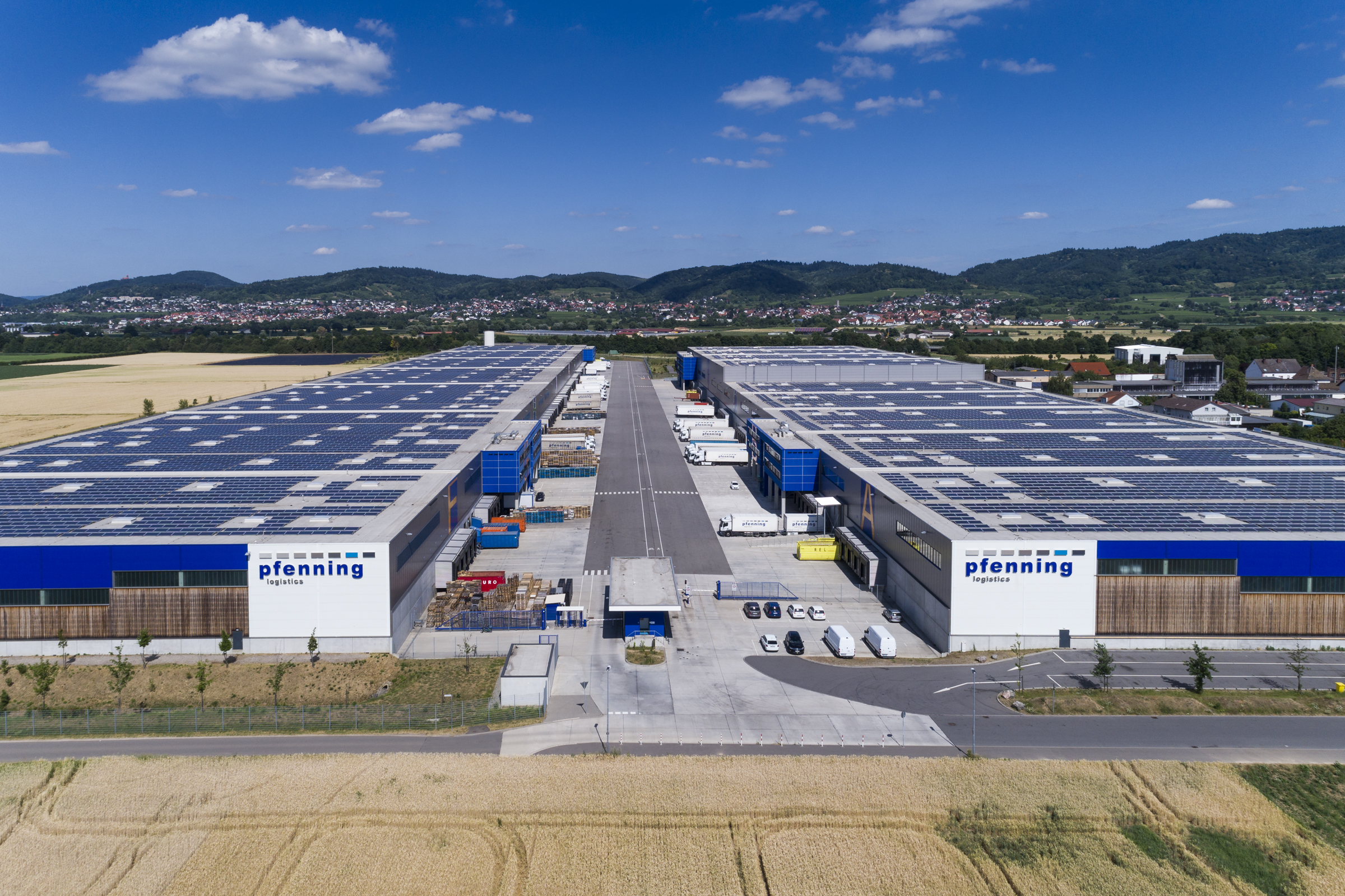
Hauptsitz KMP Holding (Pfenning-Gruppe) in Heddesheim mit Europas größter Solardachanlage (2012)

KMP Holding (Verwaltungsdach der pfenning-Gruppe), mit Sitz in Heddesheim, ist ein international tätiger Konzern, der auf Kontraktlogistik- und Supply-Chain-Dienstleistungen für die Automobil-, Zuliefer- und Mobilitätsindustrie spezialisiert ist.

## Geschichte

### Gründungszeit
Die Ursprünge gehen auf einen Eintrag im „Gewerbetagebuch der Stadt Viernheim“ vom 16. September 1899 zurück. Darin fand sich die Eintragung des Milchhandels von Martin Faber, dem Großvater des heutigen Inhabers Karl-Martin Pfenning, der die Existenz des Unternehmens bezeugt. Die eigentliche Gründung des Unternehmens Pfenning war 1932 in Viernheim, als Fabers Tochter Elisabeth, als eine der ersten Frauen in Deutschland mit einem LKW-Führerschein, gemeinsam mit ihrem späteren Mann, Johann Pfenning, das Hauptgeschäft der Milchtransporte übernahm. Mit der Machtübernahme der Nationalsozialisten und des beginnenden 2. Weltkriegs, wurde Johann eingezogen. Zwischen 1933 und 1944 wurden im Unternehmen drei Zwangsarbeiter beschäftigt.

### Nachkriegszeit Neuanfang
Als Johann nach Krieg aus der Kriegsgefangenschaft heimkehrt, hat der Betrieb noch ein Fahrzeug. In der Nachkriegszeit baut Pfenning das Milchsammelgeschäft wieder neu auf. Ab den 1950 und 1960er Jahren sorgen die Milchtransporte für ein gutes Auskommen. Neue Aufträge, wie Baustofflieferungen, erhöhen zunehmend den Aktionsradius und bringen Wachstum. 1969 erhält Pfenning die Konzession für den Fernverkehr bis 150 km und 1972 die Erlaubnis für den unbeschränkten Güterfernverkehr. Ein Jahr später werden erstmalig Fremdlager angemietet. Als Johanns Sohn, Karl-Martin Pfenning, 1970 ins Unternehmen eintritt, baut er erstmals Lagerflächen. 1978 errichtet Pfenning das erste Lager im Kundenauftrag.

### Erste Logistik-Kooperation Deutschlands
Als der Markt für Logistik Anfang der 1980er in viele kleine Unternehmen zersplittert, setzt Pfenning auf den Zusammenschluss gleichgesinnter kleinerer Speditionen. Mit der Logsped gründet er in den 1980er Jahren die erste Logistik-Kooperation Deutschlands. Es gibt ein einheitliches Logo, einen gemeinsamen Auftritt am Markt und ein gemeinsames neues Logistikkonzept mit definierten Standards für den gesamten Verbund. Mit Logsped können Großkunden, wie die Rewe Group, die nach der Wiedervereinigung 1990 über 500 ehemalige Konsum-Läden in Ostdeutschland übernimmt, betreut werden.

### Einstieg in die Kontraktlogistik und Gründung KMP
1996 endet das Kapitel Logsped. Das Unternehmen fängt bei null an. In Deutschland werden die Logsped Geschäftsteile des alten Pfenning-Geschäfts wieder weitergeführt. Nach der Gründung der Kontrakt- und Handelslogistik Gesellschaft erfolgt 1997 der Rückkauf der alten Pfenning Spedition. 1998 wurde als Verwaltungsdach die KMP (Karl Martin Pfenning) Holding GmbH gegründet Pfenning expandiert in dieser Zeit nach Osteuropa. Mit der Integration der Berliner Spedition Erck im Jahr 2005, und dem Einstieg in die JIT-Werksversorgung in Bremen, gelingt im Jahr darauf der Einstieg in die Automobilbranche. Zukäufe im Bereich Metallbau und die Gründung einer eigenen Zeitarbeitsfirma erweitern ab 2010 das Leistungsspektrum der Firmengruppe.

### Umzug nach Heddesheim
2012 erfolgt der Bau und der Umzug in das selbstentwickelte Logistikkonzept, multicube rhein-neckar in Heddesheim. Der multicube rheinhessen, wurde 2018 in Monsheim eingeweiht. Ab 2019 startete die deutschlandweite Expansion. Zudem wurden bis 2021 Standorte in Ungarn, Schweden, Polen und Frankreich eröffnet. Das Familienunternehmen beschäftigt 2022, in dritter und vierter Generation, 7.000 Mitarbeiter an 110 Standorten, inklusive 55 Betriebsstätten, in Europa.

## Konzernstruktur
Die pfenning-Gruppe gehört zur KMP Holding GmbH. Sie ist die Dachgesellschaft eines Konzerns, der im Kerngeschäft, Kontraktlogistikdienstleistungen für die Branchen Automotive, Chemie, Pharma und Handel anbietet. Weitere Bereiche des Unternehmens, das in vierter Generation von der Familie Pfenning geführt wird, und dessen Geschäftsführer Karl-Martin Pfenning (KMP) ist, sind Logistikimmobilienentwicklung, Personaldienstleister sowie Metallbau und Autohandel. Die Gruppe beschäftigt 7.000 Mitarbeitende an 110 Standorten in Europa.

### Geschäftsbereiche
- Kontraktlogistik
- Transportlogistik
- Werkslogistik
- Personaldienstleistungen
- Facilitymanagement und Objektverwaltung
- Metallbau

### Tochtergesellschaften
- Spedition Gräfen Logistik GmbH[17]
- Sonima Group[18]
  - Sonima GmbH, Deutschland
  - Sonima Kft, Ungarn
  - Sonima AB, Schweden
  - Sonima S.A., Polen
- HFL Herbst Frischelogistik GmbH[19] Bad Hersfeld
- HTH Logistic Solutions[20], Nettetal
- Gilog GmbH[21]
- Oelrich Logistics GmbH[22]
- Metallbau Nick GmbH[23]
- Logosys-Gruppe[24]
  - Logosys Logistik GmbH
  - Logosys Spedition GmbH
  - Logosys Personalservice GmbH
- be4work GmbH, Personaldienstleistungen[25]

## Standorte
Das Unternehmen hält 110 Standorte, inklusive 55 Betriebsstätten.

### Zentrale
- Heddesheim

### Multicube
- Heddesheim
- Mecklar
- Bad Hersfeld
- Berlin
- Monsheim
- Ladbergen
- Drusenheim, Frankreich

### Lager und Betriebsstätten
- Bremen
- Bispingen
- Ladbergen
- Nettetal
- Neuss
- Frechen
- Sessenbach
- Ransbach-Baumbach
- Waldlaubersheim
- Lampertheim
- Lorsch
- Hockenheim
- Viernheim
- Philippsburg
- Dasing

### Niederlassungen
- Głogów Małopolski, Polen
- Bodajk, Ungarn
- Tibro, Schweden

## Mitgliedschaften (Auswahl)
- Bundesverband mittelständische Wirtschaft[28]
- BVL - Bundesvereinigung Logistik[29]
- Logix Initiative[30]
- Logistics Hall of Fame[31]
- Bundesverband Materialwirtschaft und Einkauf[32]
- Club of Logistics[33]

## Auszeichnungen
- Logix Award 2013[34]
- German Brand Award 2018[35]
- DGNB-Platin 2019[36]